# Марюс Станкявічюс
Марюс Станкявічюс (лит. Marius Stankevičius; нар. 15 липня 1981, Каунас) — колишній литовський футболіст, після завершення ігрової кар'єри — футбольний тренер. Насамперед відомий виступами за «Брешію», а також національну збірну Литви.

## Клубна кар'єра
Народився 15 липня 1981 року в місті Каунас. Вихованець футбольної школи клубу «Екранас». Дорослу футбольну кар'єру розпочав 1998 року в основній команді того ж клубу, в якій провів чотири сезони, взявши участь у 87 матчах чемпіонату.
На початку 2002 року Марюс перейшов в італійську «Брешію», проте за рік зіграв лише дев'ять матчів в усіх турнірах, через що на початку 2003 року був відданий в оренду до кінця сезону в «Козенцу», що виступала в Серії В.
Влітку 2003 року повернувся в «Брешію» і поступово став основним гравцем команди. Цього разу відіграв за клуб з Брешії наступні п'ять сезонів своєї ігрової кар'єри. Більшість часу, проведеного у складі команди, був основним гравцем команди.
З літа 2008 року захищав кольори клубів «Сампдорії», в якій грав півтора року, після чого на початку 2010 року був відданий в оренду до «Севільї», з якою відразу виграв Кубок Іспанії. Після повернення влітку в «Сампдорію» майже відразу був відданий в оренду вінщий іспанський клуб — «Валенсію», де провів весь наступний сезон.
До складу клубу «Лаціо» приєднався влітку 2011 року. 2013 року разом з командою став володарем Кубка Італії. За два сезони відіграв за «біло-блакитних» лише 14 матчів в національному чемпіонаті.
В сезоні 2013/14 грав за турецький «Газіантепспор», в якому був основним захисником, після чого перебрався до німецького «Ганновер 96», де протягом сезону тренери лише двічі довірили досвідченому литовцю місце у складі команди.
2015 року став гравцем іспанської «Кордови».

## Виступи за збірну
2001 року дебютував в офіційних матчах у складі національної збірної Литви. Провів у формі головної команди країни 67 матчів, забивши 5 голів.

## Статистика виступів
Статистика станом на 20 квітня 2013

### Статистика клубних виступів
| Сезон                 | Команда               | Чемпіонат             | Чемпіонат | Чемпіонат | Coppa nazionale | Coppa nazionale | Coppa nazionale | Єврокубки | Єврокубки | Єврокубки | Інші змагання | Інші змагання | Інші змагання | Усього | Усього |
| Сезон                 | Команда               | Ліга                  | Ігор      | Голів     | Ліга            | Ігор            | Голів           | Ліга      | Ігор      | Голів     | Ліга          | Ігор          | Голів         | Ігор   | Голів  |
| --------------------- | --------------------- | --------------------- | --------- | --------- | --------------- | --------------- | --------------- | --------- | --------- | --------- | ------------- | ------------- | ------------- | ------ | ------ |
| 1998-99               | «Екранас»             | А                     | 8         | 0         |                 | —               | —               |           | —         | —         |               | —             | —             | 8      | 0      |
| 1999                  | «Екранас»             | А                     | 18        | 1         |                 | —               | —               |           | —         | —         |               | —             | —             | 18     | 1      |
| 2000                  | «Екранас»             | А                     | 28        | 1         |                 | —               | —               |           | —         | —         |               | —             | —             | 28     | 1      |
| 2001                  | «Екранас»             | А                     | 33        | 1         |                 | —               | —               |           | —         | —         |               | —             | —             | 33     | 1      |
| Усього за «Екранас»   | Усього за «Екранас»   |                       | 87        | 3         |                 |                 |                 |           |           |           |               |               |               | 87     | 3      |
| 2001-02               | «Брешія»              | A                     | 2         | 0         |                 | —               | —               |           | —         | —         |               | —             | —             | 2      | 0      |
| 2002-03               | «Брешія»              | A                     | 6         | 0         | КІ              | 1               | 0               |           | —         | —         |               | —             | —             | 7      | 0      |
| 2002-03               | «Козенца»             | B                     | 8         | 0         |                 | —               | —               |           | —         | —         |               | —             | —             | 8      | 0      |
| 2003-04               | «Брешія»              | A                     | 15        | 0         | КІ              | 2               | 0               |           | —         | —         |               | —             | —             | 17     | 0      |
| 2004-05               | «Брешія»              | A                     | 33        | 3         | КІ              | 2               | 0               |           | —         | —         |               | —             | —             | 35     | 3      |
| 2005-06               | «Брешія»              | B                     | 33        | 5         | КІ              | 4               | 0               |           | —         | —         |               | —             | —             | 37     | 5      |
| 2006-07               | «Брешія»              | B                     | 38        | 3         | КІ              | 5               | 0               |           | —         | —         |               | —             | —             | 43     | 3      |
| 2007-08               | «Брешія»              | B                     | 32        | 0         | КІ              | 1               | 0               |           | —         | —         |               | —             | —             | 33     | 0      |
| Усього за «Брешію»    | Усього за «Брешію»    | Усього за «Брешію»    | 159       | 11        |                 | 15              | 0               |           |           |           |               |               |               | 174    | 11     |
| 2008-09               | «Сампдорія»           | A                     | 30        | 3         | КІ              | 5               | 0               | КУЄФА     | 8         | 0         |               | —             | —             | 43     | 3      |
| 2009-10               | «Сампдорія»           | A                     | 14        | 0         | КІ              | 2               | 0               |           | —         | —         |               | —             | —             | 16     | 0      |
| 2009-10               | «Севілья»             | ПД                    | 16        | 0         | КІс             | 2               | 0               | ЛЧ        | 2         | 0         |               | —             | —             | 20     | 0      |
| 2010-11               | «Сампдорія»           | A                     | 0         | 0         | КІ              | 0               | 0               | ЛЧ        | 2         | 0         |               | —             | —             | 2      | 0      |
| Усього за «Сампдорію» | Усього за «Сампдорію» | Усього за «Сампдорію» | 44        | 3         |                 | 7               | 0               |           | 10        | 0         |               |               |               | 61     | 3      |
| 2010-11               | «Валенсія»            | ПД                    | 21        | 2         | КІс             | 4               | 0               | ЛЧ        | 0         | 0         |               | —             | —             | 25     | 2      |
| 2011-12               | «Лаціо»               | A                     | 11        | 0         | КІ              | 1               | 0               | ЛЄ        | 1         | 0         |               | —             | —             | 13     | 0      |
| 2012-13               | «Лаціо»               | A                     | 3         | 0         | КІ              | 0               | 0               | ЛЄ        | 0         | 0         | —             | —             | —             | 3      | 0      |
| Усього за «Лаціо»     | Усього за «Лаціо»     | Усього за «Лаціо»     | 14        | 0         |                 | 1               | 0               |           | 1         | 0         |               |               |               | 16     | 0      |
| Усього за кар'єру     | Усього за кар'єру     | Усього за кар'єру     | 349       | 19        |                 | 29              | 0               |           | 13        | 0         |               |               |               | 391    | 19     |

## Титули і досягнення

### Командні
- Володар Кубка Литви (2):

«Екранас»: 1998, 2000
- Володар Кубка Іспанії (1):

«Севілья»: 2009-10
- Володар Кубка Італії (1):

«Лаціо»: 2012-13

### Особисті
- Футболіст року в Литві: 2008, 2009